# Волков, Тимофей Осипович
Тимофей Осипович Волков (1879 — не раньше 1916) — учитель, депутат Государственной думы I созыва от Смоленской губернии.

## Биография

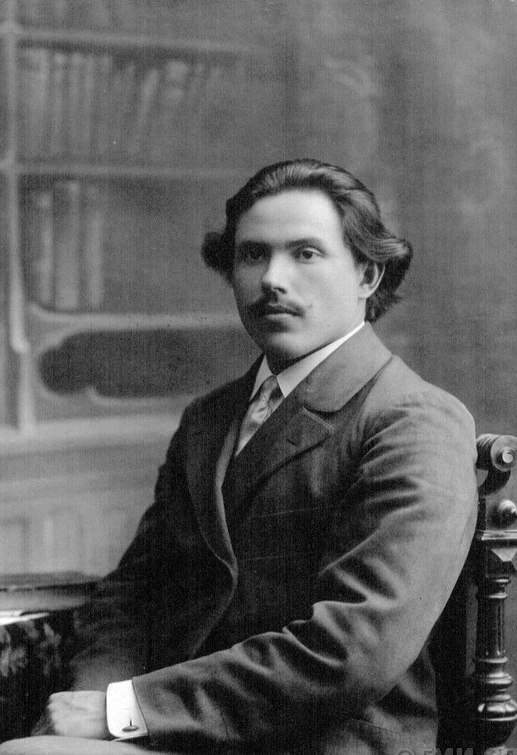
Т. О. Волков, 1906

По происхождению крестьянин деревни Толкачи Шоптовской волости Бельского уезда Смоленской губернии. Окончил Алфёровскую учительскую семинарию. Учитель земской школы в Бельском, а позднее 2-классного министерского училища в Сычёвском уезде. Числился как земледелец, обладавший наделом в 234 десятины.
14 апреля 1906 избран в Государственную думу I созыва от общего состава выборщиков Смоленского губернского избирательного собрания. По политическим убеждениям левее конституционно-демократической партии. Вначале входил во фракцию кадетов, затем в Трудовую группу. Член Аграрной комиссии. Подписал законопроект «О гражданском равенстве».
Опубликованы выдержки из писем Т. О. Волкова. 2 июня он писал о предполагаемом разгоне Думы: 

Хотя бы скорее, а то все измучились. Скорее бы рассчитались с этим режимом. Если не арестуют, решено собраться в другом городе и объявить себя Учредительным собранием. Многие уже подумывают, что вместо Конституции не получилась бы сразу республика. И это вполне возможно, если правительство не пойдет на уступки.
Через три дня, 5 июня: 

Положение дел в Думе самое скверное. Правительство ввиду оппозиционности Думы решило её распустить на днях. В партийных заседаниях этот вопрос обсуждался, и пришли к заключению не расходиться, пока не добудут земли и воли. Вера сделать что-либо хорошее и в самой Думе исчезает. Революция неизбежна. Левые партии уже готовятся вступить в бой. Будет сильное кровопролитие. Из достоверных источников известно, что бумага о распущении думы уже подписана Государем, только не поставлено число — это последнее предложено сделать министерству, когда оно найдет удобным. Необходимо готовиться на местах, чтобы в известную минуту всем вступить в бой с правительством и добить его окончательно. Брожение в армии уже началось. Надеемся, что когда встанет вся страна, то и армия перейдет на нашу сторону.
10 июля 1906 года в г. Выборге подписал «Выборгское воззвание» и осуждён по ст. 129, ч. 1, п. п. 51 и 3 Уголовного Уложения, приговорён к 3 месяцам тюрьмы и лишён права быть избранным.
Сообщалось, что апреле 1911 года «только недавно освобождён после более чем трехлетнего заключения».
Дальнейшая судьба и дата смерти неизвестны.